# Bill Lee
Bill Lee (Franklin, 9 de outubro de 1959) é um empresário e político estadunidense. Em 2018 foi eleito governador do estado do Tennessee. Lee fez a sua campanha pelo Partido Republicano com uma visão mais empresarial.
Antes de ingressar na política, ele assumiu vários cargos na Lee Company, a empresa de construções de sua família, atuando como CEO de 1992 até 2016.